# Camarasauridae
I camarasauridi (Camarasauridae Cope, 1877) sono una famiglia di dinosauri erbivori caratteristici del Giurassico superiore e del Cretacico inferiore.

## Sauropodi "medi"
Colli relativamente lunghi, corpo relativamente grosso e dimensioni medie (per un sauropode): queste erano le principali caratteristiche dei camarasauridi, che sono molto noti soprattutto nel Giurassico superiore (Kimmeridgiano - Titoniano, circa 145 milioni di anni fa) in Nordamerica grazie ai numerosi resti di Camarasaurus. 
Questi dinosauri sono tra i primi esempi di macronari: il cranio, infatti, presentava le ampie aperture nasali tipiche del gruppo. La testa dei camarasauri era corta e compatta, molto diversa da quella dei contemporanei diplodocidi. Il corpo era anch'esso compatto e la coda, non eccezionalmente lunga, era piuttosto robusta. Le zampe anteriori, molto allungate rispetto alle posteriori, erano fornite di artigli che potevano essere usati nella difesa. 
I denti dei camarasauri erano a forma di cucchiaio, e forse servivano a strappare vegetali di una certa durezza. Il collo era diretto fortemente verso l'alto, e le vertebre, nella parte superiore, avevano una caratteristica forma a U.

## Parenti stretti
Un tempo si pensava che le forme vicine a Camarasaurus includessero una quantità di generi che andavano dal Giurassico medio fino al Cretaceo superiore, diffuse un po' per tutti i continenti. Tra questi, i cinesi Euhelopus, Abrosaurus e Tienshanosaurus, l'europeo Chondrosteosaurus, il tardo Opisthocoelicaudia della Mongolia e numerose altre forme. Negli anni recenti, però, molti studiosi hanno eseguito analisi più approfondite ed è emerso che molti di questi animali non sono camarasauri: le forme cinesi, ad esempio, sono classificate ora negli euelopodidi, mentre Opisthocoelicaudia è considerato un titanosauro caratteristico. Attualmente, l'unico parente stretto di Camarasaurus riconosciuto ufficialmente è Aragosaurus del Cretaceo spagnolo, mentre una forma del Giurassico portoghese (Lourinhasaurus) potrebbe essere un altro camarasauride.